# Річард Бізлі
Річард Бізлі (англ. Richard Beesly, 27 липня 1907 — 28 березня 1965) — британський академічний веслувальник.
Олімпійський чемпіон 1928 року в складі розпашної четвірки без стернового.